# Bistum Shantou

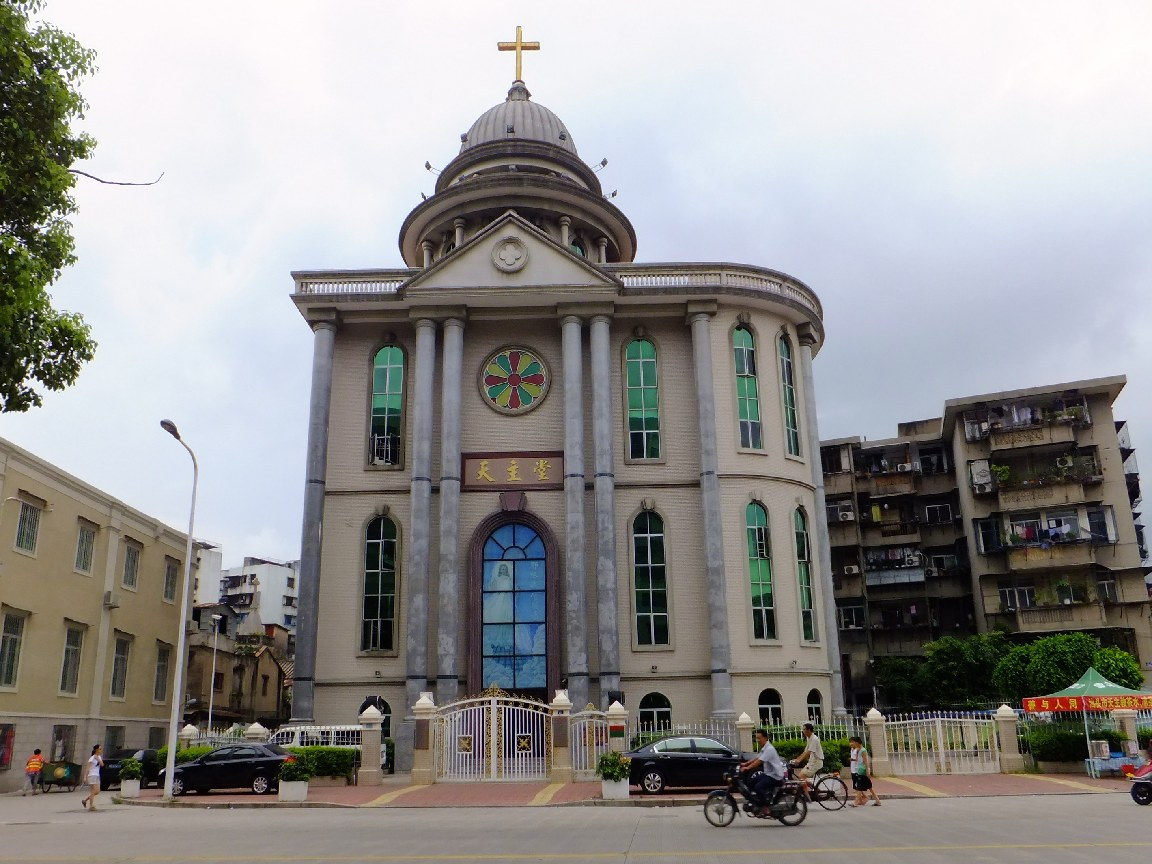
Kathedrale von Shantou.

Das Bistum Shantou (lat.: Dioecesis Scianteuvensis) ist eine in der Volksrepublik China gelegene römisch-katholische Diözese mit Sitz in Shantou. 

## Geschichte
Das Bistum Shantou wurde am 6. April 1914 durch Papst Pius X.  aus Gebietsabtretungen des Apostolischen Vikariates Guangdong als Apostolisches Vikariat Kiaotsu errichtet. Am 18. August 1915 wurde das Apostolische Vikariat Kiaotsu in Apostolisches Vikariat Shantou umbenannt.
Das Apostolische Vikariat Shantou wurde am 11. April 1946 durch Papst Pius XII. mit der Apostolischen Konstitution Quotidie Nos zum Bistum erhoben und dem Erzbistum Canton als Suffraganbistum unterstellt.

## Ordinarien

### Apostolische Vikare von Kiaotsu
- Adolphe Rayssac MEP, 1914–1915

### Apostolische Vikare von Shantou
- Adolphe Rayssac MEP, 1915–1935
- Charles Vogel MEP, 1935–1946

### Bischöfe von Shantou
- Charles Vogel MEP, 1946–1958
- John Cai Ti-Yuan. 1981–1997
- Peter Zhuang Jianjian, 2006–2018
- Joseph Huang Bingzhang, seit 2018